# Ungarische Badminton-Mannschaftsmeisterschaft 1994
Die Ungarische Badminton-Mannschaftsmeisterschaft 1994 war die 26. Auflage des Teamwettstreits in Ungarn. Es wurde ein Wettbewerb für gemischte Mannschaften ausgetragen. Meister wurde das Team von Debreceni Kinizsi.

## Endstand
| Platz | Mannschaft |
| ----- | --- |
| 1.    | Debreceni Kinizsi (Richárd Bánhidi, Szergej Repko, Tamás Hódos, Attila Karika, Viktor Cséti, Ákos Károlyi, Hu Tan, Csilla Fórián, Kinga Karácsony, Adrienn Kocsis, Viola Vizer, Tatyana Litvinenko, Szilvia Benczik, Judit Dankai) |
| 2.    | Honvéd Zrínyi SE |
| 3.    | Nyíregyházi VSC |
| 4.    | Óbuda SE |
| 5.    | Honvéd Budai SE |
| 6.    | BEAC |
| 7.    | OSC Tollaslabda Szakosztálya |